# Rasmus Lerdorf
Rasmus Lerdorf (født 22. november 1968) er en dansk-canadisk softwareudvikler, som er ophavsmand til serverside-scriptsproget PHP til generering af dynamiske websider.
Lerdorf blev født i Godhavn/Qeqertarsuaq i Grønland og havde sin barndom i Danmark, men flyttede til Canada med sine forældre i en alder af 13 år.
Han har en ingeniørgrad i software fra Waterloo Universitet (Ontario, Canada).
I 1995 startede Lerdorf sit PHP-projekt, som sidenhen har udviklet sig til et succesfuldt open source-programmeringssprog. Han holdt sit første foredrag i Danmark under Reboot 1.0-arrangementet i maj 1998. Fra september 2002 og 7 år frem var han ansat hos Yahoo! Inc., og arbejder i dag ved Etsy.com.
Rasmus Lerdorf er en væsentlig figur i open source-bevægelsen, og står sammen med Linus Torvalds (Linux) og Michael Widenius (MySQL) bag initiativet "No Software Patents".
Lerdorf er gift med Christine Lerdorf med hvem han har sønnen Carl AlexandeR Lerdorf (navnet er et rekursivt akronym, derfor det store R).